# Малко Йонково
Малко Йонково е село в Североизточна България. То се намира в община Исперих, област Разград. Отделено е от близкото село Йонково на 7 март 2007.

## География

### Климат
В климатично отношение района на селото попада в умерено-континенталната климатична подобласт на Европейско-континенталната климатична област и се характеризира с горещо лято и студена зима. Валежите са по-ниски от средните за страната, но са по-обилни в сравнение с останалите области в Лудогорието.

### Почви
Почвите в Лудогорието са силно зависими от скалната основа и от характера на релефа, климата и растителността. Във връзка с льосовата и льосовидната основа, сравнително сухия климат и наличието на сухолюбива лесостепна растителност от север към юг е разпространението на карбонатните, типичните и излужените черноземи (оподзолените) черноземи, които заемат 39% от обработваемата земя. Сивите и тъмносиви горски почви които заемат 61% са образувани върху слюдести шисти, карбонатни пясъчници и др., под влияние на влаголюбива букова растителност, която постепенно е била унищожена и заменена с по-сухолюбива растителност.

### Растителен и животински свят
Растителното разнообразие в горите на община Исперих включва много растителни видове, като представителите са:
- 4 иглолистни
- над 20 храстови видове
- около 100 тревни растителни видове

Средногодишното залесяване е главно с местни устойчиви широколисни дървесни видове, каквито са цера, дъба, сребролистна липа, ясен, явор и др. Залесяването включва и някои чужди видове, които са успешно аклиматизирани в България каквито са червения американски дъб, унгарската акация и различни клонове хибридни тополи.
В горите в областта около Исперих се срещат различни видове едър и дребен дивеч. За едрия дивеч това са благороден елен, сърна, дива свиня, за дребния дивеч най-характерните видове са див заек, фазан, яребица и дива патица. През различните сезони се срещат и пролетни видове, каквито са падпадъкат. От хишниците се срещат лисица, чакал, вълк и дива коза.
През последните години (след 1990 г.) данните от провежданите таксации показват трайно намаляване на едрия дивеч. Това се дължи на нарастващото бракониерство, което е основният проблем на фауната.

## История
Създадено е през 2007 година поради факта, че жителите на с. Йонково не желаят да живеят заедно и поради тази причина малката махала се отцепва в друго село. С решение на правителството и указ на президента № 69 е обявено за самостоятелно село.

## Културни и природни забележителности
Прекрасна природа и добри предпоставки за селски туризъм.

## Спорт
Местният футболен отбор се нарича „Галатасарай“, кръстен на прочутия тим от Истанбул. Подвизава се в първенството на областните „Б“ групи.

## Други
- Старото име на селото е Йонуз абдал.